# Hannah Montana 2: Non-Stop Dance Party
Hannah Montana 2: Non-Stop Dance Party là album remix đầu tiên được thực hiện bởi Miley Cyrus (đóng vai Hannah Montana) được phát hành vào ngày 28 tháng 1 năm 2008 dưới tên gọi Walt Disney Records.
Đĩa CD này bao gồm những bản nhạc Chris Cox remix lại với tên gọi "Chris Cox Megamix", phát trực tiếp buổi diễn tại London (Với "Nobody's Perfect" và "Life's What You Make It") cùng hình ảnh chiếu, và giấy mời dự tiệc.The Wal-Mart edition đã remix lại bản "This Is the Life" và một số bonus track khác.
Trang web chính thức của hãng Walt Disney Records đã tạo ra đĩa Hannah Montana: Make-a-Mix để có thể dùng được trong các bữa tiệc nhảy.Album cũng đã bán được 500.000 bản.Single thứ 2 được tạo ra với hình dạng giống con búp bê.

## Danh sách bài hát
| STT | Nhan đề                                     | Thời lượng |
| --- | ------------------------------------------- | ---------- |
| 1.  | "One in a Million" (Chris Cox Remix)        | 4:50       |
| 2.  | "True Friend" (Chris Cox Remix)             | 3:02       |
| 3.  | "Old Blue Jeans" (Chris Cox Remix)          | 3:22       |
| 4.  | "Make Some Noise" (Chris Cox Remix)         | 4:36       |
| 5.  | "Nobody's Perfect" (Chris Cox Remix)        | 3:57       |
| 6.  | "Rock Star" (Chris Cox Remix)               | 3:42       |
| 7.  | "Life's What You Make It" (Chris Cox Remix) | 3:27       |
| 8.  | "We Got the Party" (Chris Cox Remix)        | 4:21       |
| 9.  | "You and Me Together" (Chris Cox Remix)     | 3:52       |
| 10. | "Bigger Than Us" (Chris Cox Remix)          | 3:56       |
| 11. | "Chris Cox Megamix"                         | 3:13       |

| Bonus Track | Bonus Track                             | Bonus Track |
| STT         | Nhan đề                                 | Thời lượng  |
| ----------- | --------------------------------------- | ----------- |
| 13.         | "This is the Life" (Wal-Mart exclusive) | 2:53        |

| Videos | Videos                                       | Videos     |
| STT    | Nhan đề                                      | Thời lượng |
| ------ | -------------------------------------------- | ---------- |
| 1.     | "Chris Cox Megamix"                          | 3:13       |
| 2.     | "Nobody's Perfect" (Live from London)        | 3:20       |
| 3.     | "Life's What You Make It" (Live from London) | 3:11       |
| 4.     | "Photo Slideshow"                            |            |

## Bản đặc biệt
Sau vài bản remix bổ sung, nó bao gồm cả giấy mời dự tiệc được in sẵn.

## Xếp hạng
| Xếp hạng (2008)     | Vị trí cao nhất | Bán được |
| ------------------- | --------------- | -------- |
| Billboard 200       | 7               | 300,000  |
| Brazil Albums Chart | -               | 30,000   |